# Lagarto Cine
Lagarto Cine es una productora cinematográfica argentina de cine independiente y televisión, con numerosas coproducciones con productoras españolas, uruguayas, chilenas, mexicanas, venezolanas, ecuatorianas, francesas, alemanas,colombianas, brasileñas y bolivianas. Ha participado de los Festivales de Cine de Cannes, Venecia, Guadalajara, BAFICI, Mar del Plata, entre otros..

## Producciones

### Cine
| Año  | Título                             | Director(es)                         |
| ---- | ---------------------------------- | ------------------------------------ |
| 2014 | Zanahoria                          | Enrique Buchichio                    |
| 2011 | Tiempos menos modernos             | Simón Franco                         |
| 2011 | Tras las luces                     | Sandra Sánchez                       |
| 2011 | Un amor                            | Paula Hernández                      |
| 2011 | ¿Por qué quebró McDonald's?        | Fernando Martínez                    |
| 2010 | Vienen por el oro, vienen por todo | Pablo D'Alo Abba y Cristian Harbaruk |
| 2010 | El jefe                            | Jaime Escallón Buraglia              |
| 2009 | Día naranja                        | Alejandra Szeplaki                   |
| 2009 | 18 comidas                         | Jorge Coira                          |
| 2009 | ¿Qué culpa tiene el tomate?        | A. Hoijman, P. Vieira y M. Loayza    |
| 2009 | Toda la gente sola                 | Santiago Giralt                      |
| 2008 | A festa da menina morta            | Matheus Nachtergaele                 |
| 2008 | Unidad 25                          | Alejo Hoijman                        |
| 2007 | Dioses                             | Josué Méndez                         |
| 2007 | La sangre y la lluvia              | Jorge Navas                          |
| 2007 | Lluvia                             | Paula Hernández                      |

### Televisión
|  |  | Título (cantidad de emisiones)                       |
|  |  | ---------------------------------------------------- |
|  |  | Un viaje al país de los panzas verdes (13 capítulos) |
|  |  | Unidos y dominados (20 capítulos)                    |
|  |  | Zoo, las fieras están sueltas (96 capítulos)         |